# Arthur de Boislisle
Arthur de Boislisle, de son nom complet Arthur-André-Gabriel Michel de Boislisle est un archiviste et historien français né à Beauvais le 24 mai 1835 et mort le 18 mars 1908 dans le 6e arrondissement de Paris.

## Biographie
Fils de l'avocat Gabriel-Arsène Michel de Boislisle, commandeur de l'ordre de Pie IX, et de Marie-Élisabeth de Manneville, et frère de Georges de Boislisle, il effectue ses études au lycée Charlemagne avant d'entrer au ministère des Finances en 1854, tout en poursuivant ses études à la faculté de droit de Paris. Il passe sous-chef de bureau en 1867.
C'est dans le cadre du ministère des Finances, et sous la tutelle de Pierre Clément, qu'il commence en dépouillant les archives de Colbert. Il publie les Mémoires de Saint-Simon.
À partir de 1899, il devient administrateur du domaine de Chantilly, légué par le duc d'Aumale à l'Institut.
Élu membre de l'Académie des inscriptions et belles-lettres en 1884, il est président de la Société nationale des antiquaires de France (1894), de la Société de l'histoire de Paris et de l'Île-de-France (1905) et de la Société de l'histoire de France.
Il a une maison à la campagne dans le village de Saint-Prix dans une propriété "La Solitude" proche de celle du baron Léopold Double. Il a épousé, vers 1870, Blanche Ameline Pernolet, fille de Charles Pernolet, qui descend d'une vieille famille de Saint-Prix. Leur fils Jean de Boislisle suivra les traces de son père ; Louis de Boislisle a été maire de la commune de 1921 à 1925 ; leur fille Marthe épouse Robert de Caix de Saint-Aymour et leur fille Anne épouse le comte Henri de Manneville.

## Publications
- Histoire de la maison de Nicolay, Nogent-le-Rotrou, impr. de Gouverneur, 1873-1875, lire en ligne sur Gallica.
- Les Conseils du roi sous Louis XIV, Paris, 1884 ; rééd. Genève, Slatkine, 1977, lire en ligne sur Gallica.
- La Place des Victoires et la place de Vendôme, Paris, Société de l'histoire de Paris, 1889, lire en ligne sur Gallica.

## Sources
- Éloge funèbre d'Arthur de Boislisle par Ernest Barbelon sur persee.fr
- Henri Cordier, Notice sur la vie et les travaux de M. Arthur de Boislisle, Comptes rendus des séances de l'Académie des Inscriptions et Belles-Lettres, 1909, 53-1, pp. 32-85
- Gérard Hurpin, Arthur de Boislisle, de la recherche savante à l'écriture de l'histoire, Annuaire-Bulletin de la Société de l'histoire de France, 2008, pp. 85-116
- Victor Leblond, La vie et l'oeuvre de M. Arthur-Michel de Boislisle, membre de l'institut, 1908